# فرمانده کل سپاه پاسداران انقلاب اسلامی
فرمانده کل سپاه پاسداران انقلاب اسلامی ارشدترین سِمَتِ نظامی در مجموعهٔ سپاه پاسداران انقلاب اسلامی است که فرماندهی و نظارت بر نیروی زمینی سپاه، نیروی دریایی سپاه، نیروی هوافضا و نیروی قدس، همچنین سازمان بسیج را برعهده دارد و به‌طور مستقیم توسط فرمانده کل نیروهای مسلح (رهبر جمهوری اسلامی ایران) منصوب می‌شود. از خرداد ۱۴۰۴ سرلشکر پاسدار محمد پاکپور فرمانده کل سپاه پاسداران است.

## پیشینه
در نخستین روزهای پس از انقلاب، حسن لاهوتی حکمی از سید روح‌الله خمینی دریافت کرد تا به تشکیل نیرویی که بتواند در مقابل انواع تهدیدات داخلی و خارجی علیه نظام مقابله کند، اقدام نماید. دولت موقت، ابراهیم یزدی معاون نخست‌وزیر در امور انقلاب را مأمور کرد که با لاهوتی برای تشکیل این نیرو همکاری کند. در ۹ اسفند ۱۳۵۷ علی دانش منفرد به عنوان فرمانده سپاه پاسداران انقلاب اسلامی انتخاب شد. اما در سه تشکل دیگر هم نیروهایی به صورت مسلح فعالیت می‌کردند. قرار شد از هرکدام از این مراکز ۳ نفر انتخاب شده و این ۱۲ نفر، مسئله ادغام را پیگیری کنند. پس از آن، گروه سه نفره‌ای متشکل از محسن رضایی، محسن رفیق‌دوست و عباس دوزدوزانی در اواخر فروردین ۱۳۵۸ در قم نزد سید روح‌الله خمینی می‌روند و با توجه به مشکلاتی که سپاه با دولت موقت داشت، استدلال می‌کنند که سپاه باید زیر نظر شورای انقلاب اسلامی اداره شود. ادغام این سه گروه مسلح در درون سپاه، ۱۸ فروردین ۱۳۵۸ صورت گرفته و در دوم اردیبهشت ۱۳۵۸ حکم اعضای شورای فرماندهی با امضای سید محمد بهشتی دبیر شورای انقلاب صادر شد. با پایان یافتن مدت ۶ ماههٔ حکم مذکور، لاهوتی که هم در شورای انقلاب عضویت نداشت و هم با منصوری دچار اختلاف نظر بود، با ادامه فعالیت شورای فرماندهی مخالفت نموده و حکمی نیز به عنوان سرپرست سپاه از رهبری دریافت کرد. به دنبال تشدید اختلافات بین لاهوتی و منصوری در خصوص فرماندهی سپاه، در ابتدا سید عبدالکریم موسوی اردبیلی و سپس اکبر هاشمی رفسنجانی برای مدت کوتاهی از سوی شورای انقلاب مأمور رسیدگی به مشکلات شدند. در این دوران ۴ ماهه، از مصطفی چمران (تا پیش از انتصاب به‌عنوان وزیر دفاع ملی) و نیز سرهنگ دوم فریدون کیان به عنوان فرماندهان بالفعل سپاه نام برده شده است. لاهوتی در هنگام اشغال سفارت آمریکا، در بیمارستان بستری بود، ولی روز ۱۹ آبان شخصاً در محل حاضر شد و از طرف خود و سپاه، حمایت کامل خویش را از اقدام دانشجویان و اهداف آنان اعلام کرد. سرانجام وی به علت اختلاف بر سر نحوه نظارت شورای انقلاب بر سپاه در ۲۹ آبان استعفا داد.
با توجه به این که هاشمی رفسنجانی در تاریخ ۲۱ آبان وارد هیئت دولت موقت شورای انقلاب شده و به سرپرستی وزارت کشور منصوب شده بود و نیز لاهوتی که استعفای کتبی خود را رسانه‌ای کرده بود، سید علی خامنه‌ای به سرپرستی کل سپاه منصوب گردید. حسن حبیبی سخنگوی شورای انقلاب این خبر را در شامگاه ۲ آذر اعلام نمود. خامنه‌ای طی مصاحبه‌ای، برنامه‌های خود را تحقق بخشیدن به اهداف چهارگانهٔ توسعه، تقویت، آموزش و انضباط در سپاه عنوان کرده بود. با انتصاب ابوالحسن بنی‌صدر به فرماندهی کل نیروهای مسلح، او استعفای خود از سرپرستی سپاه و نیز معاونت وزارت دفاع را به شورای انقلاب تحویل داد. منصوری نیز یک روز از پس از انتصاب بنی‌صدر، استعفا داده بود. عباس دوزدوزانی از ۵ اسفند، فرماندهی سپاه را بر عهده گرفت. وی نخستین فرمانده کل سپاه بود که حکم فرماندهی خود را از بنی‌صدر دریافت کرده بود. دوزدوزانی هم به دلیل مخالفت‌های رئیس‌جمهور وقت، استعفا می‌دهد و از این مسئولیت کنار می‌رود.
فرمانده بعدی سپاه عباس آقازمانی معروف به «ابوشریف» بود که در تاریخ ۲ خرداد ۱۳۵۹ طی حکمی از سوی بنی‌صدر به فرماندهی سپاه پاسداران منصوب شد اما کمتر از یک ماه بعد در تاریخ ۲۷ خرداد استعفا کرد. آقازمانی می‌گوید احکامی که شورای انقلاب برای نخستین شورای فرماندهی صادر کرده بود، ۶ ماهه بود و قرار بر این بوده است که بعد از ۶ ماه، در سپاه انتخابات شود و طبق اساس‌نامه سپاه، فرماندهان از طریق انتخابات تعیین شوند اما بعد از گذشت ۶ ماه، انتخابات صورت نگرفته بود. سرانجام سمیناری با حضور اعضای سپاه برگزار شده و پس از برگزاری انتخابات، آقازمانی برای فرماندهی برگزیده می‌شود. آقازمانی به دلیل این که در حکم صادره از سوی بنی‌صدر، انتصابش از سوی فرمانده کل نیروهای مسلح ذکر نشده و بنی‌صدر نیز از صدور حکم جدید امتناع می‌کرد، استعفا داد اما به دلیل آنچه «بحرانی بودن وضعیت کشور» خوانده است، به فعالیت خود تا انتصاب فرمانده جدید ادامه داد.
بنی‌صدر در روز ۸ تیر اعلام کرد که سید محمدکاظم موسوی بجنوردی را به فرماندهی سپاه منصوب کرده است. بجنوردی که به تازگی و در دوم انتخابات مجلس شورای اسلامی از حوزه انتخابیه تهران، ری و شمیران به مجلس راه یافته بود، در ابتدا فرماندهی سپاه را به صورت مشروط پذیرفته بود اما پس از انتشار این خبر و مشورت با سید احمد خمینی، اعلام کرد که فرماندهی سپاه را نمی‌پذیرد. در نهایت بنی‌صدر در ۲۲ تیر، مرتضی رضایی را به فرماندهی سپاه منصوب کرد اما رضایی حکم فرماندهی بدون امضای رهبری را فاقد اعتبار دانست و آن را قبول نکرد تا اینکه این حکم در ۲۸ تیر به تأیید رهبری رسید.
پس از مرتضی رضایی، شورای فرماندهی سپاه به دستور رهبری، گزینه‌های فرماندهی را اعلام می‌کند. شورای فرماندهی، محمد بروجردی، یوسف کلاهدوز و محسن رضایی را در نظر داشت که از این میان، محسن رضایی ۲۷ ساله را به عنوان فرمانده کل سپاه انتخاب کرده و محسن رضایی، ۱۶ سال فرماندهی سپاه را بر عهده می‌گیرد. رفیق‌دوست می‌گوید که هنگام انتصاب مرتضی رضایی به فرماندهی سپاه، از او خواسته بود کلاهدوز را قائم‌مقام خود کند تا امور سپاه را کلاهدوز اداره کرده و او فقط فرمانده باشد. با عزل بنی‌صدر، قرار می‌شود تا فرمانده جدیدی برای سپاه تعیین شود. اعضای شورای فرماندهی سپاه بر روی کلاهدوز نظر داشتند که عملاً در یک سال گذشته فرمانده سپاه بوده اما او به دلیل ارتشی بودن، نمی‌پذیرد.

## فهرست

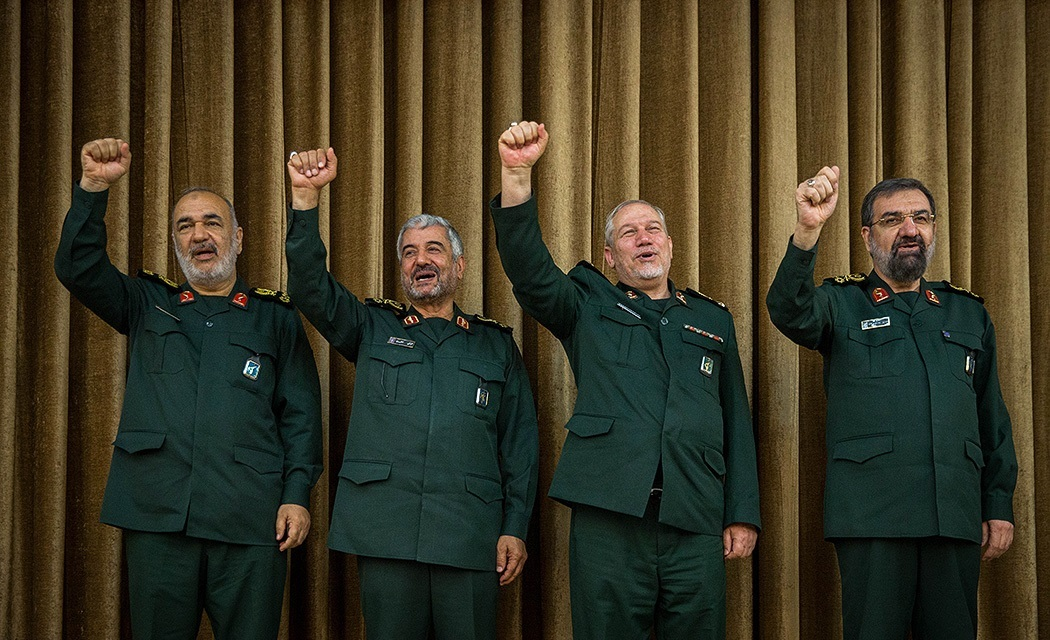
از راست: رضایی، صفوی، جعفری و سلامی - فرماندهان سابق کل سپاه پاسداران

### فرماندهان نخستین
| ر. | فرماندهی                   | ر. | سرپرستی کل      | آغاز تصدی       | پایان تصدی      | توضیحات                                                    | منابع                |
| -- | -------------------------- | -- | --------------- | --------------- | --------------- | ---------------------------------------------------------- | -------------------- |
| –  | علی دانش منفرد (زادهٔ ۱۳۲۰) | —  | —               | ۹ اسفند ۱۳۵۷    | ۱۸ فروردین ۱۳۵۸ | منتخب مؤسسان اولیه و فرماندهی او فاقد حکم انتصاب رسمی بود. | [ ۲۱ ]               |
| ۱  | جواد منصوری (زادهٔ ۱۳۲۴)    | —  | —               | ۲ اردیبهشت ۱۳۵۸ | ۲ اسفند ۱۳۵۸    |                                                            | [ ۲۲ ]               |
| ۱  | جواد منصوری (زادهٔ ۱۳۲۴)    | ۱  | حسن لاهوتی      | ۲۵ شهریور ۱۳۵۸  | ۲۹ آبان ۱۳۵۸    |                                                            | [ ۲۳ ] [ ۲۴ ] [ ۲۵ ] |
| ۱  | جواد منصوری (زادهٔ ۱۳۲۴)    | ۲  | سید علی خامنه‌ای | ۳ آذر ۱۳۵۸      | ۵ اسفند ۱۳۵۸    |                                                            | [ ۲۶ ] [ ۲۷ ]        |
| –  | عباس دوزدوزانی (۱۳۹۷–۱۳۲۱) | —  | —               | ۵ اسفند ۱۳۵۸    | ۲ خرداد ۱۳۵۹    |                                                            | [ ۲۸ ]               |
| ۲  | عباس آقازمانی (زادهٔ ۱۳۱۸)  | —  | —               | ۲ خرداد ۱۳۵۹    | ۲۷ خرداد ۱۳۵۹   | معاون عملیات (۱۳۵۹–۱۳۵۸)                                   | [ ۲۹ ]               |
| ۳  | مرتضی رضایی (زادهٔ ؟)       | —  | —               | ۲۲ تیر ۱۳۵۹     | ۲۰ شهریور ۱۳۶۰  | جانشین فرمانده سپاه تهران (۱۳۵۹–۱۳۵۸)                      | [ ۳۰ ]               |

### فرماندهان کل
| ر. | نگاره | نام                                     | شاخه | آغاز تصدی       | پایان تصدی      | طول دوران              | سمت‌های پیشین | منابع         |
| -- | ----- | --------------------------------------- | ---- | --------------- | --------------- | ---------------------- | --- | ------------- |
| ۴  |       | محسن رضایی (زادهٔ ۱۳۳۳)                  | اط.  | ۲۰ شهریور ۱۳۶۰  | ۱۹ شهریور ۱۳۷۶  | ۱۶ سال                 | رئیس اداره اطلاعات (۱۳۶۰–۱۳۵۸) | [ ۳۱ ] [ ۳۲ ] |
| ۵  |       | سرلشکر پاسدار سید یحیی صفوی (زادهٔ ۱۳۳۱) | نزسا | ۱۹ شهریور ۱۳۷۶  | ۱۰ شهریور ۱۳۸۶  | ۹ سال، ۱۱ ماه و ۲۲ روز | فرمانده نزسا (۱۳۶۵–۱۳۶۴) • جانشین فرمانده نزسا (۱۳۶۸–۱۳۶۵) • سرپرست فرماندهی نزسا (۱۳۶۸–۱۳۶۷) • جانشین فرمانده کل (۱۳۷۶–۱۳۶۸)                                                                           | [ ۳۳ ] [ ۳۴ ] |
| ۶  |       | سرلشکر پاسدار محمدعلی جعفری (زادهٔ ۱۳۳۶) | نزسا | ۱۰ شهریور ۱۳۸۶  | ۱ اردیبهشت ۱۳۹۸ | ۱۱ سال، ۷ ماه و ۲۰ روز | جانشین فرمانده نزسا (۱۳۷۱–۱۳۶۹) • فرمانده نزسا (۱۳۸۴–۱۳۷۱) • فرمانده قرارگاه ثارالله (۱۳۸۴–۱۳۷۹) • رئیس مرکز راهبردی (۱۳۸۶–۱۳۸۴)                                                                        | [ ۳۵ ]        |
| ۷  |       | سرلشکر پاسدار حسین سلامی (۱۴۰۴–۱۳۳۹)    | نهسا | ۱ اردیبهشت ۱۳۹۸ | ۲۳ خرداد ۱۴۰۴   | ۶ سال، ۱ ماه و ۲۳ روز  | فرمانده دافوس سپاه (۱۳۷۶–۱۳۷۱) • رئیس اداره عملیات ستاد مشترک (۱۳۸۴–۱۳۷۶) • جانشین رئیس ستاد مشترک (۱۳۸۴) • فرمانده نهسا (۱۳۸۸–۱۳۸۴) • جانشین فرمانده کل (۱۳۹۸–۱۳۸۸) • سرپرست معاونت هماهنگ‌کننده (۱۳۹۷) | [ ۳۶ ]        |
| ۸  |       | سرلشکر پاسدار محمد پاکپور (زادهٔ ۱۳۴۰)   | نزسا | ۲۳ خرداد ۱۴۰۴   | در حال تصدی     | ۱ ماه و ۲۹ روز         | فرمانده لشکر ۸ نجف اشرف (۱۳۷۹–۱۳۷۶) • فرمانده لشکر ۳۱ عاشورا (۱۳۸۲–۱۳۷۹) • معاون عملیات (۱۳۸۸–۱۳۸۷) • فرمانده نزسا (۱۴۰۴–۱۳۸۸)                                                                          |               |

## جانشین فرمانده کل

### فهرست جانشینان
| ر. | نگاره | نام                                       | شاخه  | آغاز تصدی        | پایان تصدی      | سمت‌های پسین | منابع                       |
| -- | ----- | ----------------------------------------- | ----- | ---------------- | --------------- | --- | --------------------------- |
| ۱  |       | یوسف کلاهدوز (۱۳۶۰–۱۳۲۵)                  | —     | تیر ۱۳۵۹         | ۷ مهر ۱۳۶۰      | — | [ ۳۷ ]                      |
| ۲  |       | علی شمخانی (زادهٔ ۱۳۳۴)                    | —     | مهر ۱۳۶۰         | ۲ مهر ۱۳۶۸      | فرمانده سپاه خوزستان (۱۳۶۰–۱۳۵۸) • فرمانده نزسا (۱۳۶۷–۱۳۶۵) • معاون اطلاعات و عملیات ستاد فرماندهی کل قوا (۱۳۶۸–۱۳۶۷) • فرمانده نداجا (۱۳۷۶–۱۳۶۸) • فرمانده ندسا (۱۳۷۶–۱۳۶۹) • رئیس مرکز تحقیقات راهبردی دفاعی (۱۳۹۲–۱۳۸۴) سمت‌های غیرنظامی: وزیر سپاه (۱۳۶۸–۱۳۶۷) • وزیر دفاع (۱۳۸۴–۱۳۷۶) • رئیس کمیسیون دفاعی و امنیتی شورای راهبردی روابط خارجی (۱۳۹۳–۱۳۸۵) • دبیر شورای عالی امنیت ملی (۱۴۰۲–۱۳۹۲) • نماینده ولی فقیه در شورای عالی امنیت ملی (۱۳۹۲–۱۴۰۲) • رئیس کمیسیون سیاسی، دفاعی و امنیتی مجمع تشخیص مصلحت نظام (اکنون–۱۳۹۲) • مشاور سیاسی رهبر جمهوری اسلامی ایران (اکنون–۱۴۰۲) | [ ۳۸ ] [ ۳۹ ] [ ۴۰ ] [ ۴۱ ] |
| ۳  |       | سید یحیی صفوی (زادهٔ ۱۳۳۱)                 | نزسا  | ۲ مهر ۱۳۶۸       | ۱۹ شهریور ۱۳۷۶  | فرمانده کل (۱۳۸۶–۱۳۷۶) • دستیار و مشاور عالی فرمانده کل قوا (اکنون–۱۳۸۶) سمت‌های غیرنظامی: رئیس پژوهشگاه علوم و معارف دفاع مقدس (اکنون–۱۳۹۸) • رئیس کمیسیون دفاعی و امنیتی شورای راهبردی روابط خارجی (اکنون–۱۴۰۲) | [ ۴۲ ]                      |
| ۴  |       | سرتیپ پاسدار محمدباقر ذوالقدر (زادهٔ ۱۳۳۳) | س.م.  | ۲۲ شهریور ۱۳۷۶   | ۲ آذر ۱۳۸۴      | معاون امور بسیج ستاد کل نیروهای مسلح (۱۳۸۸–۱۳۸۶) سمت‌های غیرنظامی: معاون امنیتی و انتظامی وزیر کشور (۱۳۸۶–۱۳۸۴) • قائم‌مقام وزیر کشور (۱۳۸۶–۱۳۸۴) • معاون اجتماعی و پیشگیری از وقوع جرم رئیس قوه قضائیه (۱۳۹۱–۱۳۸۹) • معاون راهبردی رئیس قوه قضائیه (۱۳۹۹–۱۳۹۱) • دبیر مجمع تشخیص مصلحت نظام (اکنون–۱۴۰۰) | [ ۴۳ ]                      |
| ۵  |       | سرتیپ پاسدار مرتضی رضایی (زادهٔ ؟)         | حفاسا | ۱۰ اردیبهشت ۱۳۸۵ | ۲ خرداد ۱۳۸۷    | — | [ ۴۴ ]                      |
| ۶  |       | سرتیپ پاسدار سید محمد حجازی (۱۴۰۰–۱۳۲۵)   | نمسا  | ۲ خرداد ۱۳۸۷     | ۱۲ مهر ۱۳۸۸     | معاون آماد، پشتیبانی و تحقیقات صنعتی ستاد کل نیروهای مسلح (۱۳۹۳–۱۳۸۸) • جانشین فرمانده نیروی قدس (۱۴۰۰–۱۳۹۸) | [ ۴۵ ]                      |
| ۷  |       | سرتیپ پاسدار حسین سلامی (۱۴۰۴–۱۳۳۹)       | نهسا  | ۱۲ مهر ۱۳۸۸      | ۱ اردیبهشت ۱۳۹۸ | سرپرست معاونت هماهنگ‌کننده (۱۳۹۷) • فرمانده کل (۱۴۰۴–۱۳۹۸) | [ ۴۶ ] [ ۴۷ ]               |
| ۸  |       | دریادار پاسدار علی فدوی (زادهٔ ۱۳۳۹)       | ندسا  | ۲۶ اردیبهشت ۱۳۹۸ | در حال تصدی     | — | [ ۴۸ ]                      |

## پی‌نوشت‌ها
1. ↑  «حکم فرمانده کل سپاه پاسداران تمدید شد»،  خبرگزاری تسنیم.
2. ↑  «اساسنامه سپاه پاسداران انقلاب اسلامی». مرکز پژوهش‌های مجلس شورای اسلامی. بایگانی‌شده از اصلی در ۲۹ اکتبر ۲۰۲۰.
3. ↑  «سپاه پاسداران چگونه تأسیس شد…»،  خبرگزاری تسنیم.
4. ↑  علوی، «تدبیری برای صیانت از دستاوردهای انقلاب»، روزنامه ایران.
5. ↑  روزی‌طلب، «چهار سپاه یکی شد…»، پایگاه اطلاع‌رسانی رجا.
6. ↑  «دوم اردیبهشت روز تصویب اساسنامه سپاه نیست»،  خبرگزاری فارس.
7. ↑  Schahgaldian and  Barkhordarian, “The Iranian Military”, RAND Corporation, 118.
8. ↑  سلطانی، «قسمت پنجم»، حرمان و خسران.
9. ↑  «استعفای سرپرست سپاه پاسداران…»،  روزنامه اطلاعات.
10. ↑  «آیت‌الله خامنه‌ای سرپرست سپاه پاسداران شد»،  روزنامه اطلاعات.
11. ↑  «سیاست خارجی انقلاب، ادامه سیاست‌های دولت سابق نیست»،  روزنامه کیهان.
12. ↑  «استعفای آیت‌الله خامنه‌ای از معاونت وزارت دفاع»،  روزنامه اطلاعات.
13. ↑  «دوزدوزانی فرمانده کل سپاه شد»،  روزنامه اطلاعات.
14. ↑  «سپاه پاسداران چگونه تأسیس شد…»،  خبرگزاری تسنیم.
15. ↑  «سپاه پاسداران چگونه تأسیس شد…»،  خبرگزاری تسنیم.
16. ↑  «نتوانستم با بنی‌صدر کار کنم»،  مشرق‌نیوز.
17. ↑  «بجنوردی فرماندهی سپاه را نپذیرفت»،  روزنامه اطلاعات.
18. ↑  «وداع با اسلحه»،  روزنامه شرق.
19. ↑  «سپاه پاسداران چگونه تأسیس شد…»،  خبرگزاری تسنیم.
20. ↑  روزی‌طلب، «چهار سپاه یکی شد…»، پایگاه اطلاع‌رسانی رجا.
21. ↑  روزی‌طلب، «چهار سپاه یکی شد…»، پایگاه اطلاع‌رسانی رجا.
22. ↑  Schahgaldian and  Barkhordarian, “The Iranian Military”, RAND Corporation, 118.
23. ↑  O'Hern, The Threat That Grows While America Sleeps, 21.
24. ↑  Schahgaldian and  Barkhordarian, “The Iranian Military”, RAND Corporation, 120.
25. ↑  خمینی، «حکم شرکت در جلسات…»، صحیفه امام، ۹:‎ ۵۴۸.
26. ↑  O'Hern, The Threat That Grows While America Sleeps, 21.
27. ↑  ولایتی، «خامنه‌ای، آیت‌الله سیدعلی»، دائرةالمعارف بزرگ اسلامی، ۶۸۲.
28. ↑  O'Hern, The Threat That Grows While America Sleeps, 21.
29. ↑  رحمانی، «با تأیید امام به پاکستان رفتم»، روزنامه ایران، ۴۸.
30. ↑  علامیان، برای تاریخ می‌گویم، ۱۲۷.
31. ↑  خمینی، «حکم انتصاب آقای محسن رضایی…»، صحیفه امام، ۱۵:‎ ۲۲۴.
32. ↑  بابایی و  بهزاد، کالک‌های خاکی، ۲۷۵.
33. ↑  Rubin, “A Rogue Outfit?”, Middle East Quarterly, 39.
34. ↑  «انتصاب سردار سرتیپ پاسدار رحیم صفوی…»،  دفتر حفظ و نشر آثار….
35. ↑  «احکام انتصاب…»،  دفتر حفظ و نشر آثار….
36. ↑  «حسین سلامی…»،  دفتر حفظ و نشر آثار….
37. ↑  «برگزاری یادواره اولین قائم‌مقام سپاه»،  خبرگزاری بسیج.
38. ↑  «طریق‌القدس…»،  خبرگزاری دفاع مقدس.
39. ↑  اردستانی، «تاریخ شفاهیِ فرماندهان جنگ ایران و عراق»، نگین ایران، ۱۳.
40. ↑  O'Hern, The Threat That Grows While America Sleeps, 23.
41. ↑  Schahgaldian and  Barkhordarian, “The Iranian Military”, RAND Corporation, 119.
42. ↑  «انتصاب آقای رحیم صفوی…»،  دفتر حفظ و نشر آثار….
43. ↑  «انتصاب سردار سرتیپ پاسدار محمدباقر ذوالقدر…»،  دفتر حفظ و نشر آثار….
44. ↑  «انتصاب سردار سرتیپ پاسدار مرتضی رضائی…»،  دفتر حفظ و نشر آثار….
45. ↑  «انتصاب سردار سرتیپ پاسدار سیدمحمد حسین‌زاده حجازی…»،  دفتر حفظ و نشر آثار….
46. ↑  «انتصاب سردار حسین سلامی…»،  دفتر حفظ و نشر آثار….
47. ↑  «سردار سلامی با حفظ سمت…»،  خبرگزاری تسنیم.
48. ↑  «با سوابق جانشین و معاون هماهنگ‌کننده جدید سپاه آشنا شوید». خبرگزاری تسنیم. ۲۶ اردیبهشت ۱۳۹۸.